# Lazaropolé
Lazaropolé (en macédonien Лазарополе) est un village de l'ouest de la Macédoine du Nord, situé dans la municipalité de Mavrovo et Rostoucha. Le village ne comptait aucun habitant à l'année en 2002. Il est réputé pour son architecture traditionnelle et il était autrefois un grand centre artisanal pour les Miyaks, une petite communauté macédonienne de la région.

## Démographie
Lors du recensement de 2002, le village comptait :
- Macédoniens : 93